# Cửa hàng Lopa
Cửa hàng Lopa là một bộ phim điện ảnh truyền hình được thực hiện bởi Trung tâm Phim truyền hình Việt Nam, Đài Truyền hình Việt Nam do Phạm Thanh Phong làm biên kịch, đạo diễn. Phim phát sóng lần đầu vào năm 1998 trên kênh VTV1.

## Nội dung
Tại một quán bia cỏ, hai kẻ "bất hạnh" đã tình cờ quen nhau: Hình (Chí Trung) vừa phá sản tiệm gội đầu và Đình (Quốc Khánh) mới đóng cửa tiệm áo cưới. Họ bèn chung nhau mở cửa hàng Lopa với mong muốn "mang lại hạnh phúc cho mọi người" cũng như cả hai đều không biết thế nào là hạnh phúc và muốn đi tìm hạnh phúc...

## Diễn viên
- Chí Trung trong vai Hình[2]
- Quốc Khánh trong vai Đình
- Trịnh Thịnh trong vai Henry Cường[3]
- Minh Vượng trong vai Đoành Tũn
- Minh Hằng trong vai Lê Mận Đào
- Lê Tuấn Phong trong vai Cao Viễn Dương
- Trịnh Mai trong vai Cao Văn Viễn
- Kim Xuyến trong vai Mẹ Cao Viễn Dương
- Xuân Phương trong vai Vợ Hình
- Vân Dung trong vai Vợ Đình

Cùng một số diễn viên khác...